# Democratische Samenlevingpartij

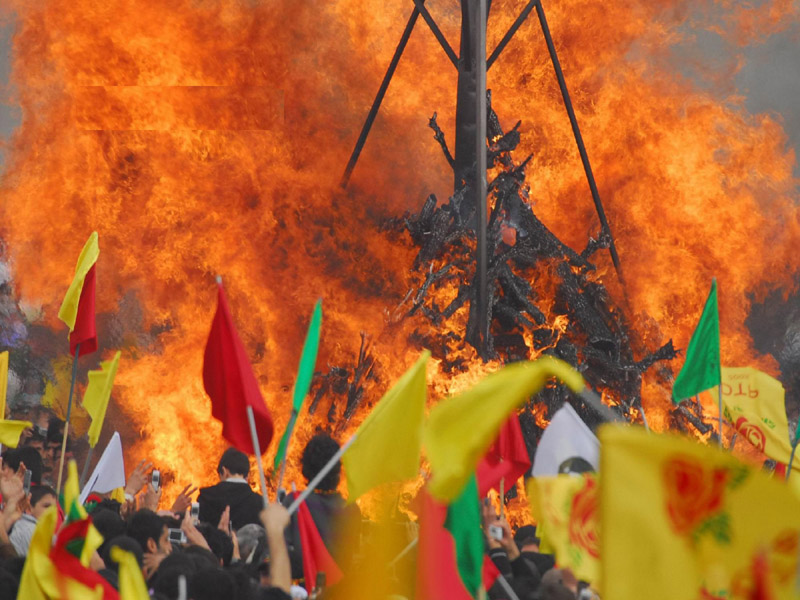
bijeenkomst van de Democratische Samenlevingpartij

Democratische Samenlevingpartij (Turks: Demokratik Toplum Partisi) (DTP) was een Koerdische politieke partij in Turkije die zich richtte tot de Koerdische minderheid in dat land en opkwam voor hun rechten. De partij profileerde zichzelf als sociaaldemocratisch.
De partij was ontstaan uit een fusie van Demokratik Halk Partisi (DEHAP) en Demokratik Toplum Hareketi (DTH). Op 11 december 2009 besloot het Constitutionele Hof om de DTP te verbieden vanwege vermeende connecties met de PKK. 35 partijleden, onder wie twee parlementariërs, werden voor vijf jaar uitgeloten van deelname aan een politieke partij. Op de twee veroordeelde parlementsleden na behielden de 18 andere parlementsleden van de DTP hun zetel in het Turkse parlement. Zij sloten zich aan bij de – met het oog op het verwachte verbod pas opgerichte – Democratische Regio Partij.

## Bekende politici
- Leyla Zana
- Orhan Doğan
- Hatip Dicle
- Selim Sadak